# Clemens Lammerskitten

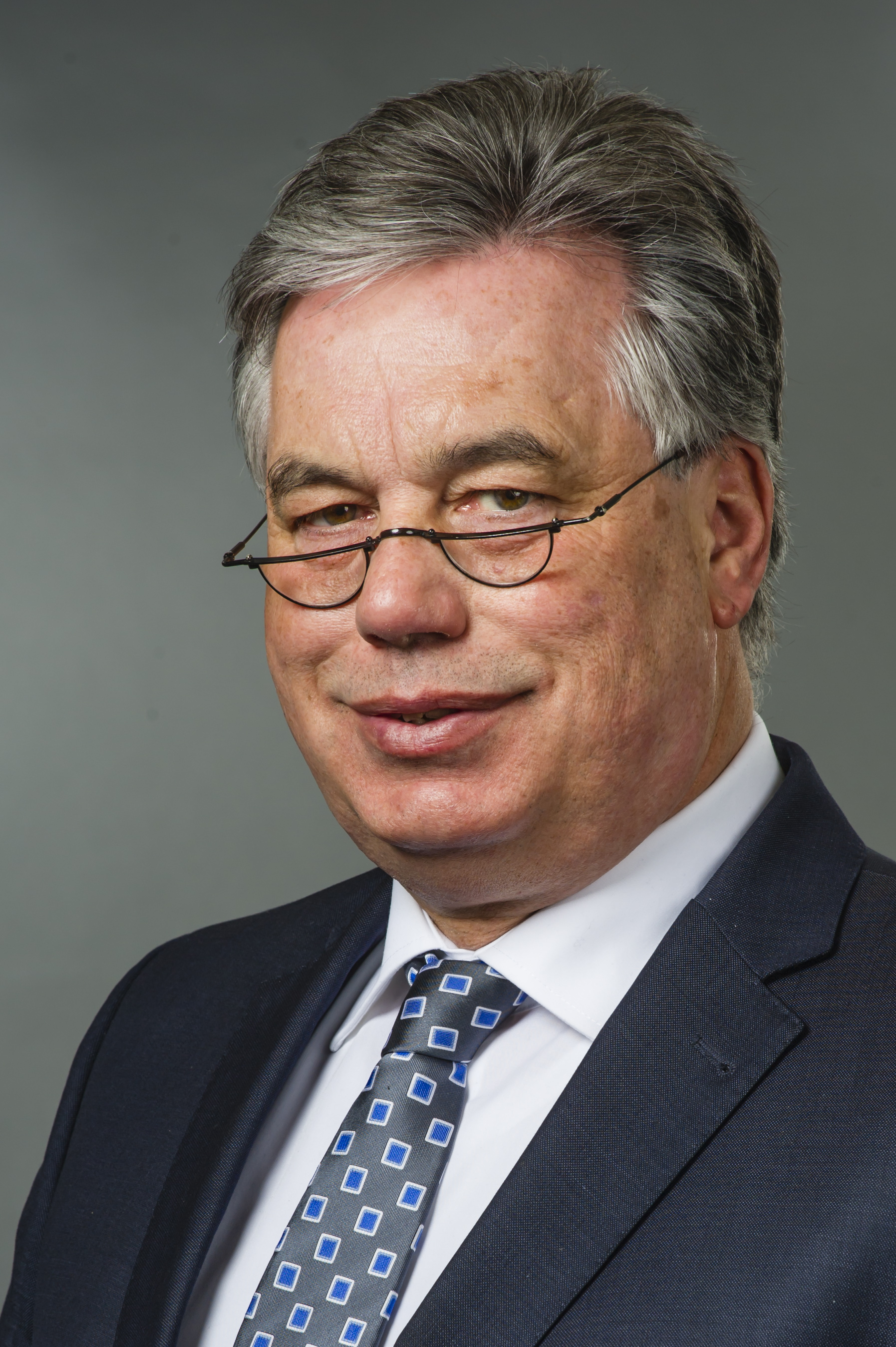
Clemens Lammerskitten, 2018

Clemens Lammerskitten (* 27. April 1957 in Osnabrück) ist ein deutscher Politiker (CDU). Von Februar 2008 bis November 2022 war er Mitglied des Niedersächsischen Landtages.

## Leben und Politik
Lammerskitten war von 1974 bis zur Wahl in den Landtag 2008 Verwaltungsangestellter bei der Gemeinde Wallenhorst. 1979 machte er auf dem zweiten Bildungsweg sein Abitur an einem Abendgymnasium in Osnabrück. Von 2001 bis 2008 war er in Wallenhorst Fachbereichsleiter für „Bürgerservice und Soziales“. Mit seiner Ehefrau und seinen zwei Kindern wohnt er im Wallenhorster Ortsteil Hollage.
Seit 1996 ist Lammerskitten Mitglied der CDU, für die er 2006 in seiner Heimatgemeinde Wallenhorst für das Bürgermeisteramt kandidierte. Hierbei unterlag er Amtsinhaber Ulrich Belde (SPD).
Bei der Landtagswahl 2008 siegte Lammerskitten im Wahlkreis Bramsche mit 43,8 % der Erststimmen. Seitdem ruht sein Dienstverhältnis bei der Gemeinde Wallenhorst. Bei der Landtagswahl 2013 verteidigte er sein Mandat gegen Guido Pott (SPD). Bei der Landtagswahl 2017 verlor er seinen Wahlkreis an Pott, zog jedoch über die Landesliste erneut in den Landtag ein. Bei der Aufstellung des CDU-Direktkandidaten für die Landtagswahl 2022 unterlag Lammerskitten Markus Kleinkauertz aus Bohmte. Er schied somit im November 2022 aus dem Landtag aus.